# Adolf Butenandt
Adolf Friedrich Johann Butenandt (ur. 24 marca 1903 w Bremerhaven, zm. 18 stycznia 1995 w Monachium) – niemiecki biochemik, autor prac dotyczących hormonów płciowych i substancji wabiących u owadów, noblista.

## Życiorys
Jego rodzicami byli przedsiębiorca Otto Louis Max i Wilhelmina Thomfohrde Butenandtowie. Adolf Butenandt uczęszczał do Bremerton Oberrealschule. W 1921 r. podjął studia biologii i chemii w Marburgu, skąd przed uzyskaniem dyplomu przeniósł się na Uniwersytet w Getyndze, gdzie doktoryzował się w 1927 przedstawiając dysertację o insektycydach (Über die chemische Konstitution des Rotenons, des physiologisch wirksamen Bestandteils der Derris elliptica), a następnie habilitował się w 1931 r. (Untersuchungen über das weibliche Sexualhormon). W tamtym okresie największy wpływ na jego zainteresowania naukowe miał Adold Windaus (Nagroda Nobla z 1928 r. za prace nad sterolami). Od 1927 do 1930 r. był asystentem w Instytucie Chemii w Getyndze, a od 1931 do 1933 r. docentem (niem. Privatdozent) na Wydziale Chemii Organicznej Uniwersytetu w Getyndze oraz szefem laboratoriów chemii organicznej i nieorganicznej.
Przełomem w pracy naukowej Butenandta było ogłoszenie przez niego w 1929 odkrycia żeńskiego hormonu płciowego – estronu. Następnie w 1931 r. odkrył on męski odpowiednik, androsteron.
W 1933 ówczesna Wyższa Szkoła Techniczna Wolnego Miasta Gdańska (Technische Hochschule der Freien Stadt Danzig), obecnie Politechnika Gdańska, powierzyła mu jego pierwszy ordynariat, co oznaczało kierownictwo Katedry Chemii Organicznej połączone ze stanowiskiem profesora zwyczajnego. Tu kontynuując swoje badania nad hormonami wyodrębnił z tysięcy litrów moczu kolejne hormony płciowe. W 1934 r. odkrył progesteron, rok później testosteron (niezależnie od niego w tym samym czasie dokonał tego Ružička). Następnie w drodze syntezy chemicznej uzyskał estrogen oraz testosteron. Za swoje odkrycia został uhonorowany przez komitet noblowski.
W 1935 Uniwersytet Harvarda zaproponował mu stanowisko profesora, które odrzucił. W 1936 r. Towarzystwo Cesarza Wilhelma powierzyło mu kierowanie Instytutem Biochemii w Berlinie, gdzie był profesorem do 1960 r. W latach 1960–1972 był prezesem Towarzystwa Maxa Plancka (wcześniejsza nazwa – Towarzystwo Cesarza Wilhelma), a później jego prezesem honorowym. Po wojnie Butenandt kontynuował swoje badania nad hormonami, odkrywając w 1954 r. pierwszy hormon wydzielany przez owady, ekdyzon. Jego obecność warunkuje przekształcenie gąsienicy w postać dorosłą – motyla. W 1959 r. odkrył pierwszy feromon – bombykol, hormon używany przez owady jako atraktant płciowy.

## Nagrody
W 1939 r. Adolf Butenandt oraz Leopold Stjepan Ružička (Chorwacja, Szwajcaria) otrzymali Nagrodę Nobla w dziedzinie chemii za badania nad hormonami płciowymi – przeprowadzone w Gdańsku wyodrębnienie hormonów ludzkich (Butenandt) i syntezę nowych steroidów (Ružička). Butenandt pod naciskiem władz narodowo-socjalistycznych Niemiec pierwotnie zrzekł się nagrody, a w 1949 przyjął dyplom i medal. W 1962 otrzymał Pour le Mérite za Naukę i Sztukę.
Otrzymał wiele nagród, medali i tytułów honorowych (między innymi honorowe doktoraty – Monachium, Graz, Leeds, Madryt, Tybinga, Cambridge). 6 października 1994 r. otrzymał tytuł doktora honoris causa Politechniki Gdańskiej.

## Współpraca z nazistami
11 listopada 1933 podpisał przysięgę niemieckich profesorów na wierność Adolfowi Hitlerowi i państwu narodowosocjalistycznemu (Bekenntnis der Professoren an den deutschen Universitäten und Hochschulen zu Adolf Hitler und dem nationalsozialistischen Staat). 1 maja 1936 r. wstąpił do NSDAP (nr legitymacji 3716562). Jako kierownik czołowego instytutu uzyskiwał państwowe fundusze na badania o szczególnym znaczeniu wojennym (kriegswichtig), z których niektóre skupione były na zagadnieniach związanych z zaopatrywaniem w tlen załóg bombowców latających na dużych wysokościach. Członkostwo w partii nazistowskiej i tematyka jego badań były powodem krytyki po wojnie, a nawet po jego śmierci. W 2002 r. media oskarżyły Butenandta o udział w doświadczeniach prowadzonych przez doktora medycyny i antropologii Josefa Mengele – najbardziej znanego spośród nazistowskich lekarzy-przestępców, który od 1943 r. w obozie koncentracyjnym w Oświęcimiu przeprowadzał zbrodnicze eksperymenty na więźniach. Istnieją dane sugerujące, że właśnie tam przeprowadzono pierwsze „kuracje” hormonalne na kobietach i potwierdzono ich rakotwórcze działanie. Przekonania polityczne i wkład Adolfa Butenandta w hitlerowski wysiłek wojenny nie zostały w pełni udokumentowane. W związku z oskarżeniami w sierpniu 2017 r. tramwaj Pesa Swing 120NaG Gdańskich Autobusów i Tramwajów o numerze bocznym 1031 został pozbawiony jego imienia nadanego w 2011.